# Chem Campbell
Chem Campbell (Birmingham, 30 dicembre 2002) è un calciatore gallese, centrocampista dello Stevenage.

## Carriera

### Club
Cresciuto nel settore giovanile del Wolverhampton, ha esordito in prima squadra il 30 ottobre 2019, nella partita di Coppa di Lega persa per 2-1 contro l'Aston Villa, diventando così il secondo giocatore più giovane di sempre della storia del club; il 31 dicembre seguente firma il primo contratto professionistico con i Wolves. Dopo aver prolungato fino al 2023 con la società oro-nera, l'8 aprile 2022 debutta in Premier League, in occasione dell'incontro perso per 1-0 contro il Newcastle United. Il 13 ottobre 2022 rinnova il proprio contratto fino al 2026.

### Nazionale
Ha giocato nella nazionale gallese Under-17.

## Statistiche

### Presenze e reti nei club
Statistiche aggiornate al 17 gennaio 2024.
| Stagione             | Squadra              | Campionato           | Campionato | Campionato | Coppe nazionali | Coppe nazionali | Coppe nazionali | Coppe continentali | Coppe continentali | Coppe continentali | Altre coppe | Altre coppe | Altre coppe | Totale | Totale | Totale |
| Stagione             | Squadra              | Comp                 | Pres       | Reti       | Comp            | Pres            | Reti            | Comp               | Pres               | Reti               | Comp        | Pres        | Reti        | Pres   | Reti   |        |
| -------------------- | -------------------- | -------------------- | ---------- | ---------- | --------------- | --------------- | --------------- | ------------------ | ------------------ | ------------------ | ----------- | ----------- | ----------- | ------ | ------ | ------ |
| 2019-2020            | Wolverhampton        | PL                   | -          | -          | FACup+CdL       | 0+1             | 0               | UEL                | -                  | -                  | EFLT        | 2           | 0           | 3      | 0      |        |
| 2020-2021            | Wolverhampton        | PL                   | -          | -          | FACup+CdL       | -               | -               | -                  | -                  | -                  | EFLT        | 2           | 0           | 2      | 0      |        |
| 2021-2022            | Wolverhampton        | PL                   | 1          | 0          | FACup+CdL       | 0+0             | 0               | -                  | -                  | -                  | EFLT        | 3           | 0           | 4      | 0      |        |
| 2022-gen. 2023       | Wolverhampton        | PL                   | 5          | 0          | FACup+CdL       | 0+1             | 0               | -                  | -                  | -                  | EFLT        | 1           | 0           | 7      | 0      |        |
| gen.-giu. 2023       | Wycombe              | FL1                  | 17         | 3          | FACup+CdL       | -               | -               | -                  | -                  | -                  | EFLT        | -           | -           | 17     | 3      |        |
| lug.-ago. 2023       | Wolverhampton        | PL                   | -          | -          | FACup+CdL       | -               | -               | -                  | -                  | -                  | -           | -           | -           | -      | -      |        |
| Totale Wolverhampton | Totale Wolverhampton | Totale Wolverhampton | 6          | 0          |                 | 2               | 0               |                    | -                  | -                  |             | 8           | 0           | 16     | 0      |        |
| ago. 2023-gen. 2024  | Charlton             | FL1                  | 12         | 2          | FACup+CdL       | 2+0             | 0+0             | -                  | -                  | -                  | EFLT        | 2           | 0           | 16     | 2      |        |
| gen.-giu. 2024       | Wycombe              | FL1                  | -          | -          | FACup+CdL       | -               | -               | -                  | -                  | -                  | EFLT        | -           | -           | -      | -      |        |
| Totale Wycombe       | Totale Wycombe       | Totale Wycombe       | 17         | 3          |                 | 0               | 0               |                    | -                  | -                  |             | -           | -           | 17     | 3      |        |
| Totale carriera      | Totale carriera      | Totale carriera      | 35         | 5          |                 | 4               | 0               |                    | -                  | -                  |             | 10          | 0           | 49     | 5      |        |